# Corrado Passera
Corrado Passera es un banquero y político italiano, actual titular de un macroministerio encargado de Desarrollo Económico, Obras Públicas y Transportes, en el gobierno de Mario Monti. Antes de ocupar este puesto era consejero delegado del importante banco Intesa Sanpaolo.